# Збройні сили Еквадору
Збройні сили Еквадора (ісп. Fuerzas Armadas del Ecuador) — сукупність військ Республіки Еквадор призначена для захисту свободи, незалежності і територіальної цілісності держави. Складаються з сухопутних військ, військово-морських та повітряних сил.